# Château d'Avesnes
Le château d'Avesnes est situé sur le territoire de la commune d'Avesnes-Chaussoy, dans le département de la Somme, à l'ouest d'Amiens. Chaque été, la propriété ouvre ses grilles pour une visite extérieure du château et de son parc où se trouve une base de lancement de missile V1 utilisée en 1944 pour bombarder Londres. Quinze panneaux expliquent l'histoire et le fonctionnement de cette arme secrète d'Hitler, premier missile de croisière. 

## Historique
Le château a été construit aux XVIe et XVIIe siècles à flanc de colline. L'édifice et ses dépendances (communs, colombier) sont protégés au titre des monuments historiques : inscription par arrêté du 25 janvier 1980.

## Caractéristiques

### Extérieur
C'est un ensemble de bâtiments de brique et pierre. Le corps de logis est flanqué d'une tourelle d'escalier hexagonale. Il est prolongé par un bâtiment d'une hauteur plus réduite.